# Arthur Mentz
Arthur Mentz (* 1882 in Elbing, Ostpreußen; † 30. März 1957 in Rinteln, Niedersachsen) war ein deutscher Lehrer und Stenograph.

## Leben
Arthur Mentz studierte Geschichte, Geographie und Theologie an der Albertus-Universität Königsberg und promovierte 1906 bei Franz Rühl zum Dr. phil.
1909 wurde er Oberlehrer am Löbenichtschen Realgymnasium und 1921 Direktor des Altstädtischen Gymnasiums. 1923 wurde er zum Oberstudiendirektor des zusammengelegten Stadtgymnasiums Altstadt-Kneiphof bestellt. Obwohl er nicht NSDAP-Mitglied war, konnte er bis 1945 auf diesem Posten bleiben. Auf seine Initiative entstand 1925 das erste Schullandheim bei Rauschen.
Mentz war ein international anerkannter Schriftforscher, besonders der griechischen, römischen und mittelalterlichen Stenographie. Ab 1938 war er Gaugebietsführer der Deutschen Stenografenschaft. Er engagierte sich in vielen Gremien der Evangelischen Kirche in Ostpreußen. Er starb an den Folgen eines Unfalls.

## Ehrenämter
- Stadtverordneter der DVP (1914–1931)
- Mitglied der Ostpreußischen Generalsynode (ab 1929)

## Ehrungen
- Ehrendoktorwürde der Albertus-Universität
- Große Silberne Medaille des Kronprinzen [Umberto] von Italien

## Veröffentlichungen (Auswahl)
- Geschichte der Stenographie. Göschen, Leipzig 1910, urn:nbn:de:bsz:15-0011-134089.
- Zwei Stenographiesysteme des späteren Mittelalters. Teubner, Dresden 1912.
- Geschichte der griechisch-römischen Schrift bis zur Erfindung des Buchdrucks mit beweglichen Lettern. Dieterich, Leipzig 1920, urn:nbn:de:bsz:15-0011-140874.
- Beiträge zur Deutung der phönizischen Inschriften. In: Deutsche Morgenländische Gesellschaft (Hrsg.): Abhandlungen für die Kunde des Morgenlandes. Brockhaus, Leipzig 1944.
- Geschichte der Kurzschrift. Heckner, Wolfenbüttel 1949.